# 鲍里索夫卡区

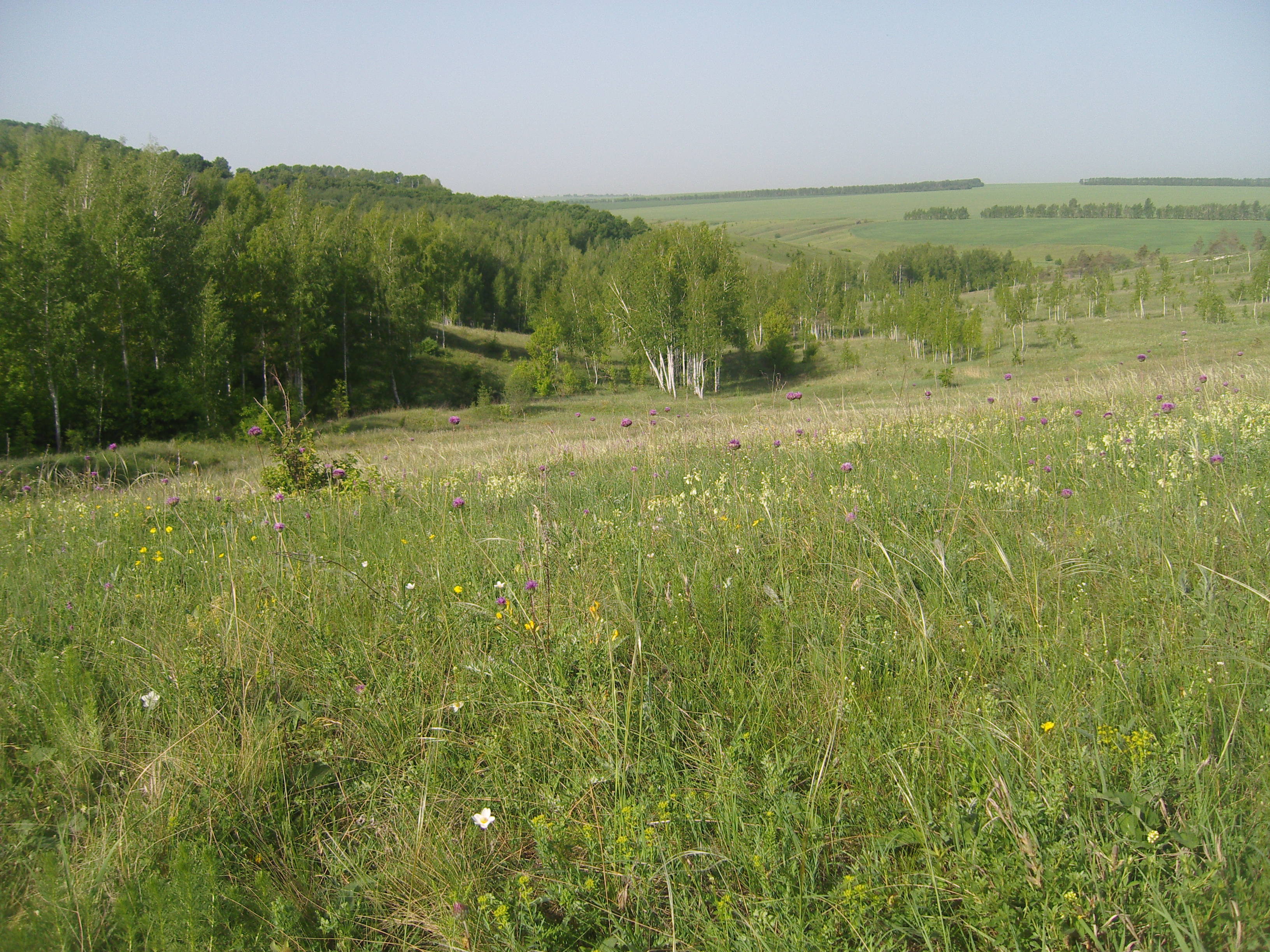

鲍里索夫卡区（俄语：Борисовский район）是俄罗斯联邦别尔哥罗德州下辖的一个区，位於該國西部，由別爾哥羅德州負責管轄，面積650.3平方公里。其行政中心为鲍里索夫卡。据2016年统计，该区的人口为25818人。